# Actinúlides
Els actinúlides (Actinulida) són un ordre d'hidrozous de las subclasse dels traquilins de mida molt petita i vida intersticial. Es coneixen només 10 espècies. Són de vida intersticial i viuen enterrats a la sorra.
Són hidrozous molt petits (0,35-1,3 mm), solitaris, sense fase de pòlip. Tenen aspecte medusoide amb la ombrel·la molt reduïda o inexistent. L'epidermis és ciliada i tenen una o dues espirals de tentacles. Algunes espècies tenen estatocists en forma de maça d'origen ecto-endodèrmic. Poden tenir cnidòcits penetrants (estenotels).

## Taxonomia
Es coneixen només 10 espècies, en dos gèneres i dues famílies:
- Família Halammohydridae Remane, 1927
  - Gènere Halammohydra Remane, 1927 (9 espècies)
- Família Otohydridae Swedmark & Teissier, 1958
  - Gènere Otohydra Swedmark & Teissier, 1958 (1 espècie)